# Изимбергенов, Намаз Изимбергенович
Изимбергенов Намаз Изимбергенович (25 декабря 1937, Тупкараганский район Мангистауской области — 3 декабря 2019, г. Актобе) — советский и казахский ученый, хирург, доктор медицинских наук (1979), профессор (1982), академик Академии медицинских наук Республики Казахстан (1995), академик Национальной академии наук Республики Казахстан (2004).Заслуженный деятель науки и техники Республики Казахстан (1998), член Международного общества хирургии (1999).

## Биография
Изимбергенов Намаз родился в месте Тобекудык северного побережья Каспийского моря недалеко от местности Сарытас Тупкараганского района (до 1963 года назывался Шевченковский район, с 1972 по 1992 год являлся территорией акимата города Форт-Шевченко, с 1992 установлено нынешнее название района) Мангистауской области.
Происходит из рода Адай младшего жуза.
Родители
Отец — Есеуов Изимберген (1896—1959) — выходец из крестьян, имел среднее религиозное образование, участник второй мировой войны, в 1946 году на войне стал инвалидом 2 группы (лишился руки), работал в колхозе, занимался скотоводством. Был глубоко верующим, для которого Ислам заключался не только в соблюдении религиозных обрядов, а образом жизни.
Дед — Есеу имел религиозное образование, являлся знатоком Ислама, пользовался авторитетом, в народе его уважительно называли «Суфий Есеу». Похоронен в обществе «Жиенәлі», в 60-70 км от населенного пункта Шетпе, Мангистауской области.
Мать — Дамет Жалгасбайкызы (1906—1983) — родилась в простой семье, работала в колхозе, во всем поддерживала своего супруга.
Намаз в семье был вторым ребёнком (брат Азан (1933), сестра Бибиш (1940), брат Салем (1944)).
Ранние годы
Детство Намаза прошло в 12 км к западу от Сарытаса, в местности Ащимурын, где располагались летние пастбища выпаса скота. Все эти места относились к рыболовецкому колхозу им. С. М. Кирова, с центром в Ащимурыне.
В 1945 году Намаз пошёл учиться в Ащимурынскую начальную школу в 4 класса, которая располагалась от их местожительства примерно в 10 км. На учёбу Намаз отправлялся ранним утром и добирался в школу только к 11-12 часам, домой возвращался поздно вечером и сразу же садился за уроки. Когда становилось совсем темно, он устраивался с учебниками поближе к очагу. Жили в юртах, и, естественно, ни о каких лампах не было и речи. Первая лампа в семье Есеуовых появилась, лишь после окончания школы. В зимнее время в школу он ходил лишь три-четыре раза в месяц. Несмотря на такую посещаемость, Намаз учился хорошо, и закончил школу с похвальной грамотой. После чего целый год не учился, помогал по хозяйству родителям.
В 1950 году секретарь сельсовета Шойтасов Енсеген собрав всех окончивших школу детей, отвез их за 70 км в районный центр г. Форт-Шевченко Мангистауской области, пристроив всех в 5 класс интерната им С. М. Кирова, где обучение велось на казахском языке. В то время интернат был настоящим центром воспитания и среднего образования, бесплатно обеспечивал питанием, одеждой, учебниками и принадлежностями. С родителями Намаз встречался лишь раз в год на летних каникулах.
В интернате он учился усердно, и в 1956 году закончил его на образцовый аттестат, в котором были лишь две четверки за 7 класс (по русскому языку и географии), остальные все пятерки.
После интерната Намаза вызвали в военкомат, но в армию так и не забрали. Так как по закону нельзя было одновременно призвать в армию двоих детей инвалида 2 группы участника второй мировой войны, в то время старший сын Есеуовых уже служил.
В течение следующих двух лет Намаз работал у себя в поселке, пока брат Азан служил. В первый год он работал заведующим библиотекой, во второй год исполнял обязанности Секретаря сельского совета Адилхановой Жамал, пока она училась в партийной школе. В его ведении была работа военкомата, школы, ЗАГСа. Однако, он никогда не считал это своей основной работой и всегда был уверен, что добьется большего.
При выборе будущей профессии Намаз решил стать хирургом, и планов своих никогда не менял. «Все отрасли медицины нужны, а хирургия — это чёткая, конкретная, всемогущая дисциплина. В хирургии результаты видны сразу. Хорошая работа хирурга — спасённая жизнь», — именно так он рассуждал.
Студенческие годы
В 1958 году, когда старший брат вернулся из армии, Намаз поступил на лечебный факультет Актюбинского медицинского института (в н.вр. Западно-Казахстанский медицинский университет имени Марата Оспанова, г. Актобе). Все вступительные экзамены он сдал на «отлично», и ему даже назначили повышенную стипендию (на 25 % выше обычной).
В институте за отличные показатели в учёбе его включили в комитет комсомола института, приняли в коммунистическую партию, а также избрали председателем «товарищеского суда».
На последнем 6 курсе его пригласили в отдел здравоохранения Актюбинского областного комитета коммунистической партии Казахстана, где предложили работать у них. При этом, после окончания учёбы предполагалась 6-месячная специализация в г. Ленинград (ныне г. Санкт-Петербург, РФ), а также выделение в г. Актюбинске (в н.вр. г. Актобе) квартиры, а в дальнейшем перспектива работы не только в облздраве но и в Министерстве здравоохранения. Однако, Намаз отказался от такого заманчивого предложения, так как хотел стать хирургом.
В 1964 году (II — выпуск) Намаз Изимбергенович закончил институт с красным дипломом, и ему для дальнейшего совершенствования предложили остаться преподавать на кафедре. Однако парень, ему было 26 лет, считал, что теоретических знаний ему недостаточно, нужна практика, а потому от многочисленных предложений заниматься педагогической работой отказался.
Последующие два года (1964—1966), по рекомендации ректора медицинского института Николая Дмитриевича Растопчина, он прошёл обучение в клинической ординатуре по хирургии, кафедры госпитальной хирургии Актюбинского медицинского института, на базе хирургического отделения Актюбинской областной больницы (в н.вр. ГКП «Больница скорой медицинской помощи» на ПХВ г. Актобе).
В то время, руководителем кафедры госпитальной хирургии (1963—1969) являлся кандидат медицинских наук, доцент Георгий Прокопьевич Барсуков, участник второй мировой войны, военно-полевой хирург, травматолог. Барсуков Г. П. укрепил своим ученикам фундамент практической работы хирургов, при этом, за время обучения Намаз также осваивает специальность анестезиолога.

## Семья
В 1960 году, учась на 3 курсе института, Намаз Изимбергенович женился на выпускнице Актюбинского медицинского училища Тагабергеновой Тойбике (1940 г.р., уроженка г.Оренбурга, РФ, происходит из рода Жағалбайлы младшего жуза).
В последующем, несмотря на женские заботы о семье и воспитание детей, Тойбике заканчивает вечернее отделение Актюбинского медицинского института (1965—1972), после чего клиническую ординатуру (1972—1974) на кафедре инфекционных болезней.
В 1974 году Тойбике устраивается врачом инфекционного отделения Актюбинской областной больницы, в последующем в течение 34 лет (1976—2010) до самой пенсии руководит данным инфекционным отделением.
В кругу родственников и друзей Намаз Изимбергенович, за женскую поддержку и помощь своей супруги в его становлении, неоднократно высказывался: «Такая супруга как Тойбике, если бы вышла замуж за другого хирурга, непременно сделала бы из него Академика».
В совместном браке они воспитали и вырастили троих детей:
Сын — Мирсаид, 01.01.1962 г.р., (внуки Дана, Алиби), в 1985 году окончил на красный диплом Актюбинский медицинский институт, затем прошёл обучение в ординатуре Всесоюзного научного центра хирургии Академии медицинских наук СССР (в н.вр. Российский научный центр хирургии имени академика Б. В. Петровского), работая хирургом возглавлял отделение хирургии Актюбинской областной больницы.
Беря пример с отца, в 1998 году защищает кандидатскую, а в 2001 году докторскую диссертации.
После того, как Намаз Изимбергенович выходит на пенсию, в период 2004—2009 г.г. возглавляет кафедру госпитальной хирургии.
Продолжая дело отца, Мирсаид Намазович впервые в Казахстане вводит в практику метод через зондового введения озонированных растворов в кишечник.
С 2004 года по рекомендации академиков Савельева В. С. (г. Москва) и Алиева М. А. (г. Алматы) внедряет в Казахстане стандарты диагностики и лечения абдоминального сепсиса.
С 2005 года в практику клиники внедрена новая международная классификация перитонитов и новые шкалы оценки тяжести состояния больных APACHEII, SAPS, разрабатываются новые подходы в лечении этой патологии, исходя из новой концепции, и кафедра работает над её внедрением в масштабе всей республики.
По инициативе Намаза и Мирсаида Изимбергеновых в 2006 году впервые в Казахстане вводится в программу обучения субординаторов-интернов хирургов официальный цикл эндовидеохирургия-лапароскопия, а в 2009 году на базе кафедры организован областной центр по оказанию неотложной хирургической помощи беременным и родильницам.
За время руководства кафедрой подготовил 2 кандидатов наук.
С 2010 г. по н.вр. работает в г. Астане профессором в НАО «Медицинский университет Астана».
Дочь — Гульмира, 17.06.1970-08.11.2020, (внучка Дилара) также окончила Актюбинский медицинский институт на красный диплом, кандидат медицинских наук, занималась педагогической деятельностью в Западно-Казахстанском медицинском университете имени М.Оспанова.
Дочь — Жанна, 23.02.1978 г.р., (внучки Айя, Айзере), окончила экономический факультет Актюбинского регионального государственного университета им. К.Жубанова, занимается предпринимательской деятельностью

## Научная и трудовая деятельность
В 1966 году поступает на 3 года в аспирантуру Московского всесоюзного центрального института усовершенствования врачей ордена Ленина Министерства здравоохранения СССР (в н.вр. Российская медицинская академия непрерывного профессионального образования, г. Москва). Позже там же (1973—1975) оканчивает докторантуру.
Кандидат медицинских наук (1970), доцент (1977), доктор медицинских наук (1979, тема диссертации: «Диагностическая тактика при хирургической патологии печени и желчных путей»), профессор (1982), член-корреспондент Национальной академии наук РК (1994), академик Академии медицинских наук РК (1995), академик Национальной академии наук РК (2004).
В 1969 году окончив аспирантуру, он возвращается и устраивается ассистентом на кафедру госпитальной хирургии Актюбинского медицинского института, которая становится рабочим местом Намаза Изимбергеновича на всю трудовую жизнь.
В период 1975—1978 г.г. работает на кафедре доцентом, а в последующем в течение 24 лет (1979—2003) Намаз Изимбергенович руководит кафедрой госпитальной хирургии, после выхода на пенсию с осени 2003 года остается там профессором.
Под его руководством кафедра периферийного вуза превратилась в ведущий научно-методический центр по подготовке специалистов по проблемам неотложной хирургии и перитонита, которая в медицинской среде страны известна как «школа академика Н. И. Изимбергенова».
Направления научных проблем, разрабатываемых на кафедре, разнообразны: это вопросы гепатобиллиарной хирургии, анестезиологии и интенсивной терапии, лапароскопии, лечение перитонита и гнойно-септических заболеваний органов брюшной полости.
Внедрение результатов этих исследований в клиническую практику существенно улучшило лечение больных. При самых тяжелых заболеваниях, как перитониты, кишечная непроходимость, панкреонекрозы, сепсис смертность уменьшилась в 3 раза.
В результате, в 1990 году приказом Министерства здравоохранения КазССР на базе кафедры был организован Республиканский центр по проблемам перитонита и неотложной хирургии. Организация Центра позволила проводить углубленное изучение проблемы перитонита. На базе кафедры стали проводиться Республиканские научно-практические конференции с участием хирургов стран СНГ. Расширились научные контакты коллектива, работа велась с участием ведущих научных коллективов: Научного Центра хирургии им. А. Н. Сызганова (г. Алматы), НИИ им. Н. В. Склифосовского (Москва). На базе Актюбинского медицинского института был организован специализированный совет по защите кандидатских диссертаций по хирургии.
В регионе стали выполняться реконструктивно-восстановительные операции на желудочно-кишечном тракте, желчных путях, на поджелудочной железе и фатеровом соске, радикальные операции по поводу очаговых и диффузных заболеваний печени. В практику были внедрены методы резекции II—III сегментов печени, лазерного туннелирования печени при её циррозе.
Хорошее оснащение больницы и внедрение современных высокоэффективных оперативных вмешательств превратили её в лечебно-диагностический, консультативный Центр для всего региона Западного Казахстана.
Кроме того, в период 1980—2000 г.г. Н.Изимбергенов в качестве консультанта внес значительный вклад в развитие хирургии в Мангистауской и Атырауской областях.
Основные научно-исследовательские работы Н.Изимбергенова посвящены лечению заболеваний желчевыводящих путей печени, вопросам неотложной, гнойной хирургии, тяжелых форм перитонитов, панкреатитов, кишечных свищей и т. д., в последние годы — использованию в практике оперативного лечения хирургических заболеваний эндовидеоскопических методов.
Он разработал и внедрил в практику методы профилактики и лечения заболеваний органов брюшной полости и их осложнений, лапароскопические методы операций при перитоните и панкреатитах, оригинальные способы лапароскопической озоносанации брюшной полости в послеоперационном периоде. При осложненных гнойно-воспалительных заболеваниях брюшной полости (перитоните) стал шире использовать возможности лапароскопии, используя её не только для операций, но и для того, чтобы промыть брюшную полость изнутри. Изучил лечебный эффект использования плаценты человека для детоксикации организма при гнойно-септических заболеваниях.
Является автором более 400 научных публикаций, в их числе монографии, учебно-методические пособия для врачей хирургов, учебные пособия для студентов, русско-казахский словарь хирургических терминов, обладает 19 авторскими свидетельствами на изобретения, предпатентами и патентами Республики Казахстан по новым актуальным вопросам практической хирургии.
Под его руководством защищены 5 докторских и 27 кандидатских диссертаций.
Намаз Изимбергенович наряду с лечебной, научно-педагогической деятельностью занимался большой общественной работой — с 1979 года был председателем Актюбинского областного общества хирургов, членом правления Республиканской ассоциации хирургов, проблемной комиссии по хирургии Министерства Здравоохранения Республики Казахстан, длительное время возглавлял диссертационный совет при Актюбинском медицинском институте, входил в состав редакционного совета журналов «Вестник хирургии Казахстана», «Синграальная хирургия» (Россия), «Западно-Казахстанский медицинский журнал» (РК, Актобе), «Валеология» (Астана). Принимал активное участие в работе научных обществ областей Западного Казахстана.

##### Публикации
Автор монографий, учебных пособий, методических рекомендаций, книг:
1. Лечение острого панкреатита и холецистопанкреатита (методические рекомендации). Актюбинск, 1980. — 18 с. [Совместно с Фарафоновой Л. Н.].
2. Диагностика и лечение острого аппендицита (методические рекомендации). Актюбинск, 1981. — 11 с. [Совместно с Шаферманом М. М.].
3. Лечение неотложных состояний в хирургической клинике (учебное пособие для субординаторов). Актюбинск, 1981. — 21с. [Совместно с Жанабаевым К. Ж.].
4. Профилактика тромбоэмболических осложнений в раннем после операционном периоде у хирургических больных (методические рекомендации). Актюбинск, 1982. — 21 с. [Совместно с Юсубалиевым М. К., Мантаевым А. К.].
5. Дифференциальная диагностика острых хирургических заболеваний брюшной полости и острых кишечных инфекций (методические рекомендации). Актюбинск, 1983. — 15 с. [Совместно с Дуйсеновым К. Д.].
6. Антибиотики в хирургии (учебное пособие). Актюбинск, 1983. — 15 с. [Совместно с Кузденбаевой Р. С., Фарафоновой Л. Н., Дуйсеновым К. Д.].
7. Диагностика и лечение острых хирургических заболеваний органов брюшной полости (учебное пособие). Актюбинск, 1984. — 87 с. [Совместно с Фарафоновой Л. Н., Шаферманом М. М., Галкиным В. А.].
8. Профилактика осложнении острых хирургических заболевании брюшной полости в условиях сельских регионов Казахстана (методические рекомендации). Актюбинск, 1988. — 10 с. [Совместно с Шаферманом М. М.].
9. Открытый живот с управляемой лапаростомией и хирургии перитонита (методические рекомендации). Актюбинск, 1989. — 20 с. [Совместно с Шаферманом М. М.].
10. Активные методы лечения местного гнойного перитонита. (методические рекомендации). Актюбинск, 1991. — 10 с. [Совместно с Акатаевым Н. А., Аскангалиевым К. Ж.].
11. Хирургиялық деонтология. Актюбинск, 1992. — 120 б.
12. Русско-казахский словарь хирургических терминов (учебное пособие). Актобе, 1993. — 65 б. [Совместно с Келимбердиевым С. М.].
13. Іш қуысының жедел хирургиялық аурулары. Актобе, 1993. — 210 б.
14. Интубация кишечника: ошибки, осложнения и их профилактика. (методические рекомендации). г. Актюбинск, 1993. — 17 с. [Совместно с Изимбергеновым М. Н., Шаферман М. М., Фахрутдиновым Р. Н.].
15. Регионарная эндолимфатическая антибиотикотерапия в комплексном лечении острого осложненного холецистита (методические рекомендации). Актюбинск. 1993. — 15 с. [Совместно с Жакиевым Б. С.].
16. Лазеры в хирургии осложненных форм острого холецистита (методические рекомендации). Актюбинск, 1993. 13 с. [Совместно с Мантаевым А. К.].
17. Орысша-қазақша хирургиялық сөздік. Актобе, 1994. — 63 б. [Совместно с Келимбердиевым С. М.].
18. Открытый метод лечения перитонита. Алматы: «Гылым», 1994. — 208 с. [Совместно с Алиевым М. А., Шаферманом М. М., Бреховым Е. И.].
19. Методическое пособие медицинских терминов [для субординаторов хирургов]. Актюбинск, 1994. — 94 с.
20. Оптимизация работы отделения санитарной авиации по оказанию лечебно-консультативной помощи при ОХЗ и травмах органов брюшной полости (методические рекомендации). Актюбинск, 1995. 18 с. [Совместно с Каржауовым А. К.].
21. Лапароскопическая аппендэктомия (методические рекомендации). Актюбинск. 1996. — 18 с. [Совместно с Котлобовским В. И., Шанбаевым С. Ж., Баспаевым Б. И., Байжаркиновой А. Б.].
22. Динамическая оментопанкреатостомия в лечении острого деструктивного панкреатита и панкреатогенного перитонита (методические рекомендации). Алматы, 1996. 10 с. [Совместно с Шаферманом М. М., Акатаевым Н. А., Базарбаевым Б. Б., Уразмагамбетовым А. У.].
23. Выбор методов анестезии при многократных программированных лапаросанациях у больных с распространенным перитонитом (методические рекомендации). — Актюбинск, 1997. — 18 с. [Совместно с Жанабаевым К. Ж., Саркуловой Ж. Н.].
24. Послеоперационный перитонит. Алматы, 1997. — 100 с. [Совместно с Базарбаевым Б. Б.].
25. Использование плаценты человека в хирургической клинике в качестве биосорбента (методические рекомендации). — Актюбинск, 1998. — 13 с. [Совместно с Жакиевым Б. С., Карсакбаевым У. Г.].
26. Оптимизация фракционного плазмафереза в хирургии (методические рекомендации). Актюбинск, 1998. — 8 с. [Совместно с Сабадашем В. Н., Карсакбаевым У. Г.].
27. Очерки хирургической деонтологии. Алматы, 1999. — 144 с.
28. Практическое пособие по диагностике и лечению острых хирургических заболеваний брюшной полости. (Редактор). Актобе, 2000. — 58 с. [Совместно с Изимбергеновым М. Н., Келимбердиевым С. М., Акатаевым Н. А., Жакиевым Б. С.].
29. Активные методы лечения тяжелых форм акушерство-гинекологического перитонита (методические рекомендации). Актобе, 2000. — 21 с. [Совместно с Укыбасовой Т. М., Капановым С.Т, Каримовой Б. Ж.].
30. Тактика оперативных вмешательств на желудочно-кишечном тракте в условиях разлитого перитонита и при высоких кишечных свищах (методические рекомендации). Актобе, 2000. — 10 с. [Совместно с Изимбергеновым М. Н., Елемесовым А. А., Адайбаевым К. Т.].
31. Использование озонированных растворов в экстренной абдоминальной хирургии (методические рекомендации). Актобе, 2000. — 13 с. [Совместно с Изимбергеновым М. Н., Ескараевым Б. Ш., Елемесовым А. А., Адайбаевым К. Т.].
32. Экстракорпоральная плацентоплазмосорбция в хирургической клинике (методические рекомендации). Актобе, 2001. — 16 с. [Совместно с Жакиевым Б. С., Карсакбаевым У. Г.].
33. Лапароскопическая хирургия тубоовариальных воспалительных образований придатков матки и пельвиоперитонита (методические рекомендации). Актобе, 2001 г. 22 с. [Совместно с Укыбасовой Т. М., Котлобовским В. И., Шангараевой А. А., Каримовой Б. Ж.].
34. Биогемосорбция через фрагменты плаценты человека в хирургической клинике (методические рекомендации). Актобе, 2001. — 18 с. [Совместно с Жакиевым Б. С., Сабадашом В. Н., Карсакбаевым У. Г., Саркуловой Ж. Н., Иманбаевым К. С.].
35. Интраинтестинальная чреззондовая озонотерапия в комплексном лечении разлитого гнойного перитонта (методические рекомендации). Актобе, 2002. — 28 с. [Совместно с Кобландиным С. Н., Миронюком Н. В.].
36. Регионарная эндолимфатическая антибиотикотерапия в комплексном лечении гнойно-воспалительных заболеваний органов брюшной полости (методические рекомендации). Актобе, 2002. — 15 с. [Совместно с Жакиевым Б.C.].
37. Лечение гнойных ран. Актобе, 2002. — 137 с.
38. Лечение неотложных состояний в хирургической клинике (на казахском языке, учебное пособие). 2002. — 40 с. [Совместно с Жанабаевым К. Ж.].
39. Внутрикишечная зондовая озонотерапия в хирургии разлитого гнойного пертонита. Актобе, 2003. — 198 с. [Совместно с Изимбергеновым М. Н., Елемесовым А. А., Абишевым К. С.].
40. Гемоплацентоперфузия в хирургической клинике. Актобе, 2003. — 256 с. [Совместно с Жакиевым Б. С.].
41. Методы детоксикационной терапии в хирургической клинике. (Редактор). Актобе, 2003. — 50 с. [Совместно с Изимбергеновым М. Н., Сахиповым С. Ж., Жакиевым Б. С., Сабадашем В. Н., Саркуловой Ж. Н.].
42. Местное использование плацентарной ткани в лечении гнойных ран (методические рекомендации). Актобе, 2003. — 24 с. [Совместно с Карсакбаевым У. Г., Садуовым М. А., Изимовой Р. И.].
43. Кто может стать хирургом (введение в специальность). Актобе, 2004. — 36 с.
44. Кім хирург бола алады (мамандыққа кіріспе). Актобе, 2004. −38 б.
45. Хирург Мұхтар Әлиев — хирургтің көзімен. Актобе, 2004. — 99 б.
46. Іш куысының жедел хирургиясы. (руководство по хирургии на казахском языке). Актобе, 2006. — 310 с. [Совместно с Изимбергеновым М. Н.].
47. Кафедра госпитальной хирургии (история становления и развития с комментариями автора). Актобе, 2012. — 90 с.
48. Очерки по педагогике высшей медицинской школы. Актобе, 2013. — 187 с.
49. О, Тәңірім, бұл мен ғой… Актобе, 2017. — 282 с.
50. Мейірбикелер. Актобе, 2018. — 43 с.

#### Авторские свидетельства, патенты и предпатенты
1. Способ лечения острого гнойного перитонита. А.с. СССР № 1421317 — 1988 г. [соавтор Шаферман М. М.]
2. Способ эндолимфатической антибиотикотерапии при осложненном холецистите. Патент РК № 1832012 — 1992 г. [соавтор Жакиев Б. С.]
3. Раствор-консервант крови для лечебного фракционного плазмофереза. Патент РК № 20132 — 1996 г. [соавторы Сабадаш В. Н., Будчанов Ю. И.]
4. Способ защиты клеток крови при гемосорбции. Предпатент РК № 31836 — 1999 г. [соавторы Изимбергенова Г. Н., Сабадаш В. Н.]
5. Способ профилактики осложнений при интубации кишечника через концевую илеостому. Предпатент РК № 10385 — 1999 г. [соавторы Изимбергенов М. Н., Бралов З. Б.]
6. Способ экстракорпоральной детоксикации организма. Предпатент РК № 29390 — 1999 г. [соавторы Жакиев Б. С., Карсакбаев К. Г., Исмагилов Р. З.]
7. Способ обработки культи червеобразного отростка при лапароскопической аппендэктомии. Предпатент РК № 12300 — 2000 г. [соавторы Жолмухамедов К. К., Кузбаков М. Х., Изимбергенов М. Н., Жумабаев М. Н.]
8. Способ лечения эндотоксикоза. Предпатент РК № 31086 — 2000 г. [соавторы Жактев Б. С., Сабадаш В. Н., Айтуов К. Ж.]
9. Модифицированный способ гемоплацентосорбции. Предпатент РК № 32837 — 2000 г. [соавторы Жакиев Б. С., Карсакбаев У. Г., Иманбаев К. С.]
10. Способ лечения гнойных заболеваний гениталий. Предпатент РК № 30675 — 2000 г. [соавторы Капанов С. Т., Кисманова Г. Н.]
11. Модифицированный способ гемоплацентосорбции. Предпатент РК № 2000/1224 — 2000 г. [соавторы Жакиев Б. С., Карсакбаев У. Г., Иманбаев К. С.]
12. Способ перманентной гепаринизации при экстракорпоральной гемоплацентосорбции. Предпатент РК № 34038 — 2001 г. [соавторы Жакиев Б. С., Джаканов М. К., Калиев А. А.]
13. Способ улучшения заживления кишечных анастомозов лекарственной смесью. Предпатент РК № 10747 от 15.11.1999 г. [соавторы Изимбергенов М. Н., Елемесов А. А.]
14. Способ консервации плацентарной ткани. Предпатент РК № 37552 — 2002 г. [соавторы Л. Ж. Райханова, Б. В. Засорин, Садуов М. А.]
15. Способ оценки анестезиологического и операционного риска в хирургии перитонита. Предпатент РК № 39441 — 2002 г. [соавторы Саркулова Ж. Н., Оразов М. М.]
16. Способ комплексного лечения разлитого гнойного перитонита с использованием озонированных растворов. Предпатент РК № 14614 — 2003 г. [соавторы М. Н. Изимбергенов, Елемесов А. А., К. С. Абишев].
17. Способ стимуляции регенерации сухожилии. Предпатент РК № 41542 — 2003 г. [соавторы Идиев З. А., Исаев С. Ж.].
18. Способ коррекции иммунологических нарушений при гнойно-септических заболеваниях. Предпатент РК № 16782 — 2004 г. [соавторы Изимбергенов М. Н., Засорин Б. В., Бигалиев М. Х., Каратаев Е. К.]
19. Способ лечения плацентарным перфузатом гнойно-септических заболеваний. Предпатент РК № 51017 — 2005 г. [соавторы Жакиев Б. С., Иманбаев К. С.].

### Награды
- Орден «Құрмет» («Почет», 2015)
- Медаль «Еңбек ардагері» («Ветеран труда», 2016)
- Нагрудный знак «Отличнику здравоохранения»
- Нагрудный знак «Высшая школа СССР — за отличные успехи в работе»
- Нагрудный знак «Ақтөбе қаласының құрметті азаматы» («Почетный гражданин города Актобе», 2002)
- Нагрудный знак «Түпқараған ауданының құрметті азаматы» («Почетный гражданин Тупкараганского района», 2007)
- Нагрудный знак «Денсаулық сақтау ісіне қосқан үлесі үшін» («За вклад в развитие здравоохранения», 2009)
- Нагрудный знак «Қазақстан Республикасының ғылымын дамытуға сіңірген еңбегі үшін» («За заслуги в развитии науки Республики Казахстан», 2012)
- Нагрудный знак «Ақтөбе облысына сіңірген еңбегі үшін» («За заслуги перед Актюбинской областью», 2017)
- Золотая медаль им. А.Байтурсынова ассоциации высших учебных заведений Республики Казахстан (2017)
- Почетный знак и диплом «Золотой скальпель» общественного фонда «Евразия» (2005)
- Юбилейная медаль «Қазақстан Республикасының Тәуелсіздігіне 20 жыл» («20 лет независимости Республики Казахстан», 2011)
- Юбилейная медаль «Қазақстан Республикасының Тәуелсіздігіне 25 жыл» («25 лет независимости Республики Казахстан», 2016)
- Юбилейная медаль «Ақтау қаласына 50 жыл» («50 лет городу Актау», 2013)
- Юбилейная медаль «Ақтөбе қаласына 150 жыл» («150 лет городу Актобе», 2019)
- Медаль «Марат Оспанов атындағы Батыс Қазақстан мемлекеттік медицина университеттің дамуына қосқан үлесі үшін» («За вклад в развитие Западно-Казахстанского государственного медицинского университета имени Марата Оспанова», 2017)
- ТОО «Компания Нұрдәулет Актобе» учреждена стипендия им. Н. И. Изимбергенова (2000—2005)

##### Почётные звания
- Заслуженный деятель науки и техники Республики Казахстан (1998)

Член Международного общества хирургии (International Society of Surgery, Швейцария, 1999)
- Почетный профессор Национального научного центра хирургии им. А. Н. Сызганова (1997)
- Почетный профессор Международного казахско-турецкого университета им. А.Яссауи (2016)
- Почетный профессор Актюбинского регионального государственного университета им. К.Жубанова (2017)